# 플루크 (영화)
《플루크》(영어: Fluke)는 1995년에 개봉한 미국의 판타지 드라마 영화이다. 1977년에 출간된 제임스 허버트의 동명 원작 소설을 영화화했다.

## 출연진

### 실물
- 매슈 모딘 - 토머스 P. 존슨 역
- 낸시 트래비스 - 캐럴 존슨 역
- 맥스 포머랜츠 - 브라이언 존슨 역
- 에릭 스톨츠 - 제프 뉴먼 역
- 빌 코브스 - 버트 역
- 론 펄먼 - 실베스터 역
- 존 폴리토 - 상사 역
- 콜린 윌콕스 팩스턴 - 벨라 역
- 조지아 앨런 - 로즈 역: 청소부.

### 목소리
- 매슈 모딘 - 플루크 역
  - 샘 지폴디 - 어린 플루크 역
- 새뮤얼 L. 잭슨 - 럼보 역

## 우리말 녹음
MBC 성우진
- 안지환 - 톰 존슨/플루크(매슈 모딘)
- 손원일 - 럼보(새뮤얼 L. 잭슨)
- 윤소라 - 캐럴(낸시 트래비스)
- 이미자 - 브라이언(맥스 포머랜츠) / 어린 플루크(샘 지폴디)
- 김영선 - 제프(에릭 스톨츠)
- 홍승옥 - 벨라(콜린 윌콕스 팩스턴) / 청소부(조지아 앨런)
- 김태훈 - 버트(빌 코브스)
- 이종오 - 주간 경비원(바트 핸서드) / 상사(존 폴리토)
- 최원형 - 실베스터(론 펄먼)
- 최석필 - 야간 경비원(에이드리언 로버츠)
- 윤성혜 - 가정부(리비 휘터모어)
- 박선영 - 톰의 비서(클러린다 로스)
- 한수림 - 유기견 보호소 수의사(데버라 호바트)